# Andrea Gaudenzi
Andrea Gaudenzi, né le 30 juillet 1973 à Faenza en Italie, est un joueur de tennis italien, professionnel entre 1990 et 2003.

## Biographie
Andrea Gaudenzi a été sacré champion du monde junior en 1990 après ses victoires à Roland-Garros contre Thomas Enqvist et à l'US Open face à Mikael Tillström.
Andrea Gaudenzi a évolué sur le circuit professionnel masculin entre 1990 et 2003. Durant sa carrière, il a remporté 3 titres en simple et 2 en double. En outre, il a perdu six finales en simple et quatre en double. Sur le circuit Challenger, il totalise 9 titres en simple : Bangalore et Poznań en 1993, Monte-Carlo en 1994, Prostějov en 1995, Genève en 1997, Zagreb en 1999, Cagliari et Maia en 2000 et Brunswick en 2001.
Sa meilleure performance dans un tournoi du Grand Chelem s'est soldée par un huitième de finale perdu contre Goran Ivanišević à Roland-Garros en 1994. Il a atteint son meilleur classement ATP le 27 février 1995 lorsqu'il est devenu 18e joueur mondial. Il est aussi quart de finaliste des Masters de Rome en 1994 et 1996, ainsi que demi-finaliste à Monte-Carlo et quart de finaliste à Hambourg en 1995.
En 1996, il représente l'Italie lors des Jeux olympiques d'Atlanta où il atteint les huitièmes de finale en simple, battu en trois sets par Andre Agassi. Il compte également 14 sélections en équipe d'Italie de Coupe Davis. Il s'illustre en 1996 avec des victoires en cinq sets sur Andrei Chesnokov au premier tour (2-6, 6-7, 7-6, 6-3, 6-1) et Wayne Ferreira en quart (5-7, 6-3, 2-6, 7-5, 6-1). En demi-finale face à la France à Nantes, il s'impose lors du premier simple contre Cédric Pioline (5-7, 6-1, 7-6, 6-3) mais perd en revanche le match décisif contre Arnaud Boetsch. Lors de la campagne 1998, il réalise un parcours parfait en remportant ses sept matchs face à l'Inde, au Zimbabwe et aux États-Unis. Cependant, en finale contre la Suède, il joue le premier match où il est contraint à l'abandon avant le tie-break de la cinquième manche (7-69, 60-7, 6-4, 3-6, 6-6, ab.).
Diplômé en droit de l'université de Bologne, il obtient ensuite un MBA à l'université internationale de Monaco. Reconverti comme entrepreneur spécialiste en start-up et applications, il est nommé président de l'ATP à partir du 1er janvier 2020, en remplacement de Chris Kermode.

## Palmarès

### Titres en simple messieurs
| No | Date       | Nom et lieu du tournoi                            | Catégorie   | Dotation  | Surface      | Finaliste       | Score    |          |
| -- | ---------- | ------------------------------------------------- | ----------- | --------- | ------------ | --------------- | -------- | -------- |
| 1  | 23-03-1998 | Grand-Prix Hassan II, Casablanca                  | Int' Series | 210 000 $ | Terre (ext.) | Alex Calatrava  | 6-3, 6-4 |          |
| 2  | 21-05-2001 | International Raiffeisen Grand Prix, Sankt Pölten | Int' Series | 400 000 $ | Terre (ext.) | Markus Hipfl    | 6-0, 7-5 | Parcours |
| 3  | 09-07-2001 | Telenordia Swedish Open, Båstad                   | Int' Series | 375 000 $ | Terre (ext.) | Bohdan Ulihrach | 7-5, 6-3 |          |

### Finales en simple messieurs
| No | Date       | Nom et lieu du tournoi            | Catégorie           | Dotation    | Surface      | Vainqueur           | Score                   |  |
| -- | ---------- | --------------------------------- | ------------------- | ----------- | ------------ | ------------------- | ----------------------- |  |
| 1  | 18-07-1994 | MercedesCup, Stuttgart            | Championship Series | 915 000 $   | Terre (ext.) | Alberto Berasategui | 7-5, 6-3, 7-65          |  |
| 2  | 06-02-1995 | Dubai Open, Dubaï                 | World Series        | 1 014 250 $ | Dur (ext.)   | Wayne Ferreira      | 6-3, 6-3                |  |
| 3  | 07-08-1995 | San Marino Cepu Open, Saint-Marin | World Series        | 275 000 $   | Terre (ext.) | Thomas Muster       | 6-2, 6-0                |  |
| 4  | 08-04-1996 | Estoril Open, Estoril             | World Series        | 600 000 $   | Terre (ext.) | Thomas Muster       | 7-64, 6-4               |  |
| 5  | 22-09-1997 | Romanian Open, Bucarest           | World Series        | 475 000 $   | Terre (ext.) | Richard Fromberg    | 6-1, 7-62               |  |
| 6  | 27-07-1998 | Generali Open, Kitzbühel          | Int' Series         | 500 000 $   | Terre (ext.) | Albert Costa        | 6-2, 1-6, 6-2, 3-6, 6-1 |  |

### Titres en double messieurs
| No | Date       | Nom et lieu du tournoi          | Catégorie           | Dotation  | Surface         | Partenaire       | Finalistes                      | Score    |  |
| -- | ---------- | ------------------------------- | ------------------- | --------- | --------------- | ---------------- | ------------------------------- | -------- |  |
| 1  | 26-02-1996 | Italian Indoors Milan           | Championship Series | 689 250 $ | Moquette (int.) | Goran Ivanišević | Guy Forget Jakob Hlasek         | 6-4, 7-5 |  |
| 2  | 23-03-1998 | Grand-Prix Hassan II Casablanca | Int' Series         | 210 000 $ | Terre (ext.)    | Diego Nargiso    | Cristian Brandi Filippo Messori | 6-4, 7-6 |  |

### Finales en double messieurs
| No | Date       | Nom et lieu du tournoi                           | Catégorie           | Dotation  | Surface      | Vainqueurs                        | Partenaire       | Score            |          |
| -- | ---------- | ------------------------------------------------ | ------------------- | --------- | ------------ | --------------------------------- | ---------------- | ---------------- | -------- |
| 1  | 10-04-1995 | Trofeo Conde de Godó Barcelone                   | Championship Series | 775 000 $ | Terre (ext.) | Trevor Kronemann David Macpherson | Goran Ivanišević | 6-2, 6-4         |          |
| 2  | 07-04-1997 | Estoril Open Estoril                             | World Series        | 600 000 $ | Terre (ext.) | Gustavo Kuerten Fernando Meligeni | Filippo Messori  | 6-2, 6-2         |          |
| 3  | 22-05-2000 | International Raiffeisen Grand Prix Sankt Pölten | Int' Series         | 400 000 $ | Terre (ext.) | Mahesh Bhupathi Andrew Kratzmann  | Diego Nargiso    | 7-610, 62-7, 6-4 | Parcours |
| 4  | 10-07-2000 | Swedish Open Båstad                              | Int' Series         | 350 000 $ | Terre (ext.) | Nicklas Kulti Mikael Tillström    | Diego Nargiso    | 4-6, 6-2, 6-3    |          |

## Parcours dans les tournois duGrand Chelem

### En simple
| Année | Open d'Australie | Open d'Australie | Internationaux de France | Internationaux de France | Wimbledon       | Wimbledon         | US Open         | US Open          |
| ----- | ---------------- | ---------------- | ------------------------ | ------------------------ | --------------- | ----------------- | --------------- | ---------------- |
| 1994  | 2e tour (1/32)   | Daniel Vacek     | 1/8 de finale            | Goran Ivanišević         | 1er tour (1/64) | Andre Agassi      | 3e tour (1/16)  | Jörn Renzenbrink |
| 1995  | 2e tour (1/32)   | Andreï Olhovskiy | 1er tour (1/64)          | M-K. Goellner            | 1er tour (1/64) | Jason Stoltenberg | 1er tour (1/64) | Marc Rosset      |
| 1996  | 1er tour (1/64)  | Nicklas Kulti    | 2e tour (1/32)           | Bernd Karbacher          | 2e tour (1/32)  | Wayne Ferreira    | 2e tour (1/32)  | Todd Martin      |
| 1997  | 1er tour (1/64)  | Ján Krošlák      | 1er tour (1/64)          | Patrick Rafter           | —               | —                 | —               | —                |
| 1998  | 3e tour (1/16)   | Andre Agassi     | 2e tour (1/32)           | Sargis Sargsian          | —               | —                 | 1er tour (1/64) | Adrian Voinea    |
| 1999  | —                | —                | 3e tour (1/16)           | Bohdan Ulihrach          | —               | —                 | 1er tour (1/64) | Justin Gimelstob |
| 2000  | 1er tour (1/64)  | Raemon Sluiter   | 2e tour (1/32)           | Tommy Haas               | 1er tour (1/64) | Fabrice Santoro   | 1er tour (1/64) | Nicolas Kiefer   |
| 2001  | 1er tour (1/64)  | Michal Tabara    | —                        | —                        | —               | —                 | 2e tour (1/32)  | T. Johansson     |
| 2002  | 2e tour (1/32)   | Jiri Novak       | 3e tour (1/16)           | Albert Costa             | 1er tour (1/64) | Alexander Waske   | 1er tour (1/64) | Antony Dupuis    |
| 2003  | 1er tour (1/64)  | J-R. Lisnard     | —                        | —                        | —               | —                 | —               | —                |

N.B. : à droite du résultat se trouve le nom de l'ultime adversaire.

### En double
| Année | Open d'Australie           | Open d'Australie          | Internationaux de France | Internationaux de France | Wimbledon | Wimbledon | US Open                   | US Open                   |
| ----- | -------------------------- | ------------------------- | ------------------------ | ------------------------ | --------- | --------- | ------------------------- | ------------------------- |
| 1996  | 1er tour (1/32) D. Nargiso | Tommy Ho B. Steven        | —                        | —                        | —         | —         | 1/8 de finale D. Nargiso  | Luis Lobo J. Sánchez      |
| 1997  | 1er tour (1/32) D. Nargiso | Scott Davis D. Macpherson | —                        | —                        | —         | —         | —                         | —                         |
| 2000  | —                          | —                         | —                        | —                        | —         | —         | 2e tour (1/16) M. Rosset  | W. Ferreira I. Kafelnikov |
| 2001  | 1er tour (1/32) M. Rosset  | W. Ferreira I. Kafelnikov | —                        | —                        | —         | —         | 1er tour (1/32) M. Rosset | Bob Bryan Mike Bryan      |

N.B. : le nom du ou de la partenaire se trouve sous le résultat ; le nom des ultimes adversaires se trouve à droite.